# Helicia shweliensis
Helicia shweliensis är en tvåhjärtbladig växtart som beskrevs av William Wright Smith. Helicia shweliensis ingår i släktet Helicia och familjen Proteaceae. Inga underarter finns listade i Catalogue of Life.